# Edmund Bade

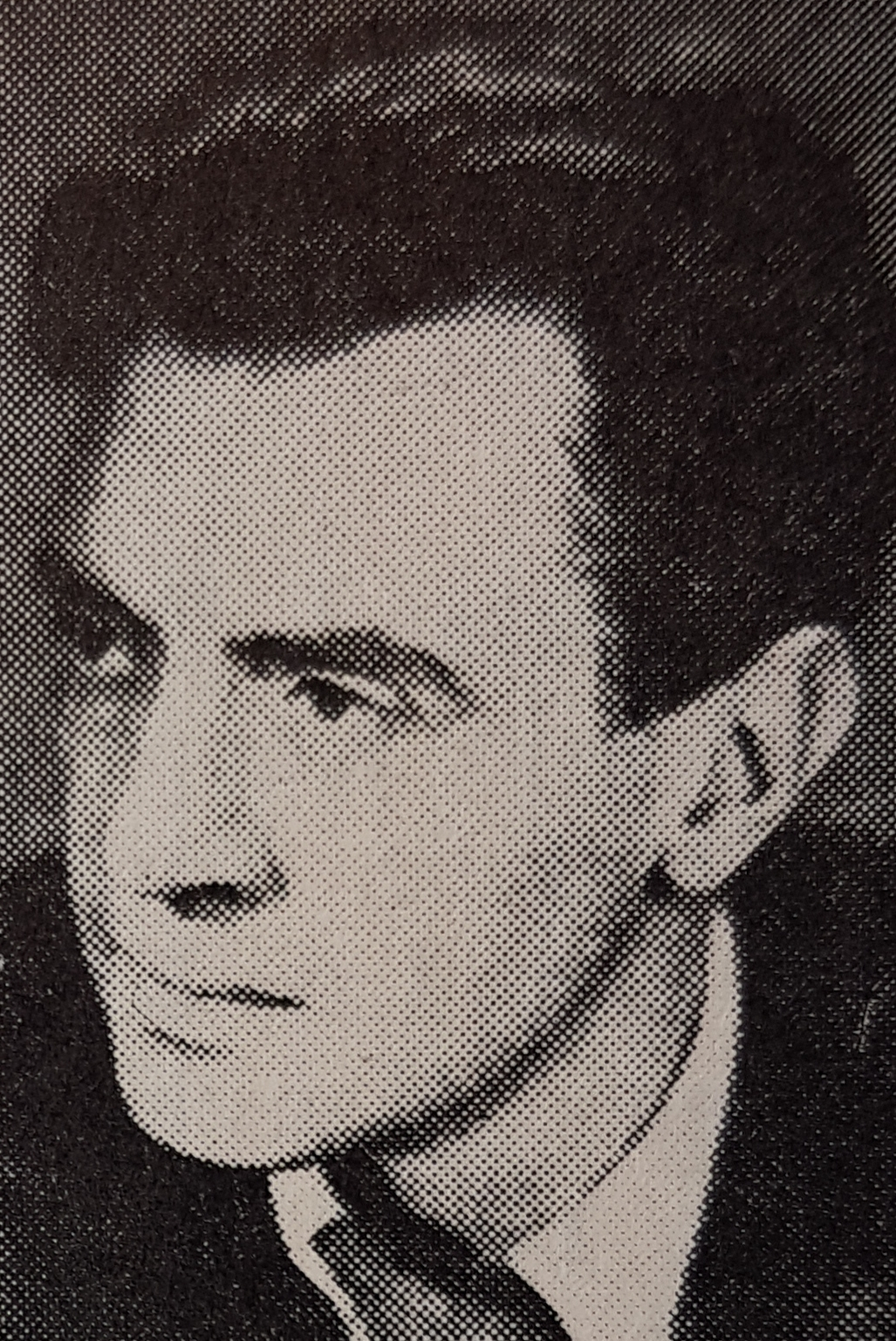
Edmund Bade

Edmund Bade, född 1 november 1906 i Sankt Petersburg i Ryssland, död 28 juli 1987 i Eskilstuna, var en svensk konstnär
Han var son till Edmund Karl Bade och Anna Marie Helene Christiani samt från 1931 gift med Ingrid Lovisa Hagström. 
Bade studerade en termin vid Konstföreningens ritskola 1925 samt vid Högre konstindustriella skolan i Helsingfors 1927–1930. Han ställde ut separat i bland annat Helsingfors, Lahtis och Eskilstuna samt medverkade i samlingsutställningar i Helsingfors och Eskilstuna. Han besökte Sverige årligen  mellan 1929 och 1944. Han bosatte sig permanent i Sverige 1945. 
Hans konst består av porträtt och industrimotiv. Vid sidan av sitt eget skapande var han verksam inom amatörteatern som regissör, samt som kulturkritiker i Eskilstuna-Kuriren.
Bade är representerad i Helsingfors stads konstsamling.